# NGC 3170
NGC 3170 est une paire d'étoiles située dans la constellation de la Grande Ourse. L'astronome britannique John Herschel a enregistré la position de cette paire d'étoiles le 19 mars 1828.